# 铁道兵纪念馆

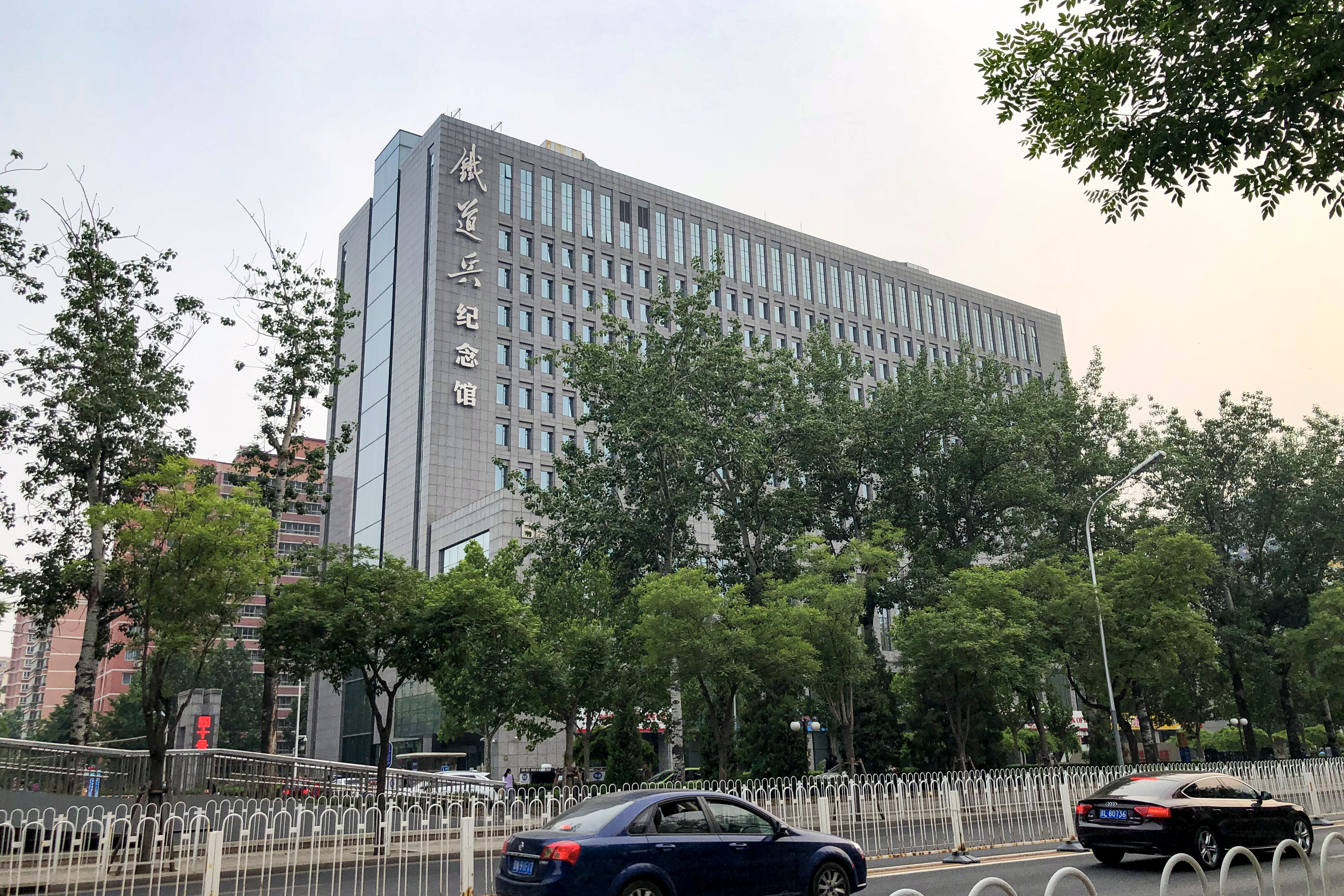
铁道兵纪念馆（2021年5月摄）

铁道兵纪念馆暨中国铁建展览馆，位于北京市海淀区永定路街道复兴路40号中国铁建大厦B座，隶属中国铁建，是为纪念铁道兵及展示中国铁建的历史和成就而建的博物馆。

## 简介
2012年3月，铁道兵纪念馆于正式筹备，2012年5月投入建设。2014年1月16日开馆并面向公众开放。
2013年7月，北京市文物局依法按程序准予铁道兵纪念馆注册登记，铁道兵纪念馆正式成为在北京市文物局注册登记的博物馆。
铁道兵纪念馆大厅迎面墙上写有馆名，馆名两侧分别有描绘铁道兵战斗和劳动，中国铁建员工测量和作业的大型浮雕。序厅内，展示毛泽东、邓小平、江泽民、胡锦涛、习近平等党和国家领导人对铁道兵、中国铁建的关怀。两个展厅按历史编年，用文件、照片、书报、奖章、奖状、锦旗、雕像、生活用品、劳动工具、沙盘模型、油画、电子屏幕等，展现铁道兵和中国铁建的历史及业绩。